# Міжлоку
Міжлоку (рум. Mijlocu) — село у повіті Вилча в Румунії. Входить до складу комуни Сінешть.
Село розташоване на відстані 185 км на захід від Бухареста, 45 км на південний захід від Римніку-Вилчі, 66 км на північ від Крайови.

## Населення
За даними перепису населення 2002 року у селі проживали 343 особи, усі — румуни. Усі жителі села рідною мовою назвали румунську.